# St.-Johannes-Paul-II.-Kirche (Krakau)
Die St.-Johannes-Paul-II.-Kirche (polnisch Kościół św. Jana Pawła II) in Krakau ist eine katholische Kirche an der Straße Totus Tuus 32 im Stadtteil Łagiewniki.

## Geschichte und Architektur
Der Kirchbau wurde 2008 von Kardinal Stanisław Dziwisz eingeleitet. Den Grundstein legte Papst Benedikt XVI. Die Baugestalt, im Kern ein achteckiger Zentralbau, orientiert sich an der Kirche San Vitale in Ravenna. Die Kirche wurde von Kardinal Dziwisz 2016 auf das Patrozinium des 2014 heiliggesprochenen Johannes Paul II. geweiht. Über dem Portal steht in lateinischer Sprache der berühmte Appell aus der ersten Predigt des Papstes am 22. Oktober 1978: NOLITE TIMERE · APERITE PORTAS CHRISTO – „Fürchtet euch nicht! Öffnet die Tore für Christus!“ Die beiden gedrungenen Ecktürme, die das Portal flankieren, sind beschriftet mit VERITAS – „Wahrheit“ – und CARITAS – „Liebe“. 
Die Kirche ist Teil des Zentrums Johannes Paul II. in Krakau. Unweit nördlich liegt das Sanktuarium der Barmherzigkeit Gottes.